# Балаклія-1
Балаклі́я-1 — пасажирський залізничний зупинний пункт Шевченківської дирекції Одеської залізниці.
Розташований у центрі села Балаклея, Смілянський район, Черкаської області на лінії Імені Тараса Шевченка — Цвіткове між станціями Перегонівка (2 км) та Володимирівка (6 км).
На платформі зупиняються приміські електропоїзди.